# 焼けあとの元気くん
『焼けあとの元気くん』（やけあとのげんきくん）は、北見けんいちによる日本の漫画作品。『中日新聞』・『東京新聞』および『北陸中日新聞』のサンデー版に1983年6月から2008年12月まで連載された。また、芳文社の『まんがタイムファミリー』にも再録されていた。

## 概要
先行作である「焼跡全ガキ連」（1975年）、「どじょっこふなっこ」（1979年）をほぼ同一設定でリメイクした作品。
主人公が自分の子供たちに戦後の子供時代の思い出を語るという設定で、連載当初は『焼けあとの元気くん』（1983年6月 - 1985年9月）のタイトルで昭和20年代の終戦直後を舞台としていたが、『元気くんパート2』（1985年10月 - 1991年12月）では昭和30年代に、『元気くんパート3』（1992年1月 - 2002年3月）では昭和40年代の高度経済成長期に舞台を移した。『元気くんパート4』（2002年4月 - 2008年12月）では長期連載の影響で登場人物の年齢に矛盾が出てきたため、タイムマシンで子どもの姿になって様々な時代に戻る設定に変更された。
パート3内の戦後50年特集（1995年1月 - 8月）では、『焼けあと』よりさらに前のエピソードとなる終戦直後のストーリーが描かれた。

## 登場人物

### 現代
大島元気（おおしまげんき）
妻と子供2人に囲まれて暮らす平凡な会社員。某電気会社勤務で、役職は係長。子供時代（『焼けあと』では昭和20年代、『パート2』では昭和30年代、『パート3』では昭和40年代、『パート4』では話により様々）はやんちゃで、元気いっぱいな子供だった。一人称は「俺」または「おいら」で大人になってからは「私」。運動神経抜群だが勉強は苦手で、ター坊・マー坊と合わせて「3バカ」と呼ばれていた。牛乳と携帯電話（電話も含む）が苦手。大人になってからはメガネをかけるようになった。連載第1回では、9歳で小学4年生。
元気の妻
本名不明。「お父さん（元気）とあたしはだいぶ年が違いますから」と言っていたが実際は、元気とそれほど違わない。元気と違って勉強が得意。雷が苦手。一人称は「私」。
大島竜太（おおしまりゅうた）
長男。勉強が苦手なのは元気譲り。名前の由来は、竜之進（作者の子供）。雷が苦手。一人称は「僕」。
大島志保（おおしましほ）
長女で竜太の妹。名前の由来は、志乃（作者の子供）。雷が苦手。一人称は「私」。

### 戦後

#### 元気の家族
大島ひろし（おおしまひろし）
元気の弟。連載第1回からずっと「チビ」と呼ばれていたが、パート3で本名が判明。パート2までは未就学児で髪の毛も1本しか生えていなかったが、パート3以降は小学生で坊主頭になった。一人称は未就学児のころは「あたい」でパート3以降は「僕」。元気と違って勉強が得意で成績が良い。現在はオーストラリアに在住、土産物店を経営している（パート3での設定）。
大島留（おおしまとめ）
元気の母。元気いっぱいの元気に手を焼いている。連載第1回では、36歳。鼻が元気と似ている。一人称は「私（わたし、またはあたし）」。
大島俊一（おおしましゅんいち）
元気の父。工場員で課長。設定がシリーズごとに変わっており、『焼けあと』では元気・留とともに団地住まい、パート3（1996年4月のエピソード）ではひろしの家族と留でオーストラリアで余生を過ごしている設定だったが、後のエピソードでは与論島に夫婦２人で暮らしているという設定になっていた（最終回でもこの設定で登場）。年齢は連載第1回時点で40歳。一人称は「俺」または「あたし」。
とおる
元気のいとこ。漫画家志望で、赤塚不二夫のアシスタントをしている。元気たちを色々な所に遊びに連れていくお兄さん的存在だったが、パート3の後半以降ほとんど登場しなくなった。

#### 同級生
水野正明（みずのまさあき）
通称「マー坊」。元気といつもつるんでいる。大人になってからもよく一緒に飲みに行く友達。連載第1回では、9歳で小学4年生。『焼けあと』の初期では、自宅は戦争で焼かれ、廃車のバスを自宅に利用していた。『焼けあと』では父親がシベリア抑留されていた設定がある。
田中唯人（たなかただひと）
通称「ター坊」。マー坊とともに元気といつもつるんでいる。満州国出身。大人になってからもよく一緒に飲みに行く友達。連載第1回では、9歳で小学4年生。
杉浦三作（すぎうらさんさく）
担任。留と同じく元気達を厳しく時にはやさしく指導している教員。『焼けあと』とパート2の初期では独身だったが、パート2の中期から大倉文子（おおくらふみこ、現・杉浦文子）と結婚し、現在は故郷の渥美半島で暮らしている。
女子生徒
サブレギュラーとしてひな祭りなど女の子のイベントがテーマになると出てくる。
山村美里（やまむらみさと）
初登場時、元気は彼女に好意を抱いていた。『元気くん』3巻では彼女も「元気くん 大好き」と言っていた。トシ子といつもつるんでいる。
岡本トシ子（おかもとトシこ）
『焼けあとの元気くん』3巻では「幸子（さちこ）」と書かれていた。美里といつもつるんでいる。メガネをかけている。『元気くん』2巻では、父親は入院していて、母親は病気ということが分かった。

## その他
- 1990年代に簡易保険（現：かんぽ生命保険）の東海地方（愛知県・岐阜県・三重県・静岡県）限定キャラクターとして「元気くん」が起用されていた。

## 単行本・コミック
| 作品名             | 種類                           | 巻数 | 出版社                           |
| ------------------ | ------------------------------ | ---- | -------------------------------- |
| 焼けあとの元気くん | マンガタイム コミックス        | 8    | 芳文社                           |
| 焼けあとの元気くん | コミックパーク                 | 8    | コンテンツワークス               |
| 焼けあとの元気くん | eBookJapan                     | 8    | イーブックイニシアティブジャパン |
| 焼けあとの元気くん | 道草文庫                       | 5    | 小池書院                         |
| 元気くん           | eBookJapan                     | 4    | イーブックイニシアティブジャパン |
| 元気くん           | マンガタイム コミックス        | 4    | 芳文社                           |
| 昭和の元気くん     | まんがタイムマイパルコミックス | 1    | 芳文社                           |
| はらっぱの元気くん | スーパーセレクトシリーズ       | 1    | 中日新聞社                       |